# Vicente Huidobro

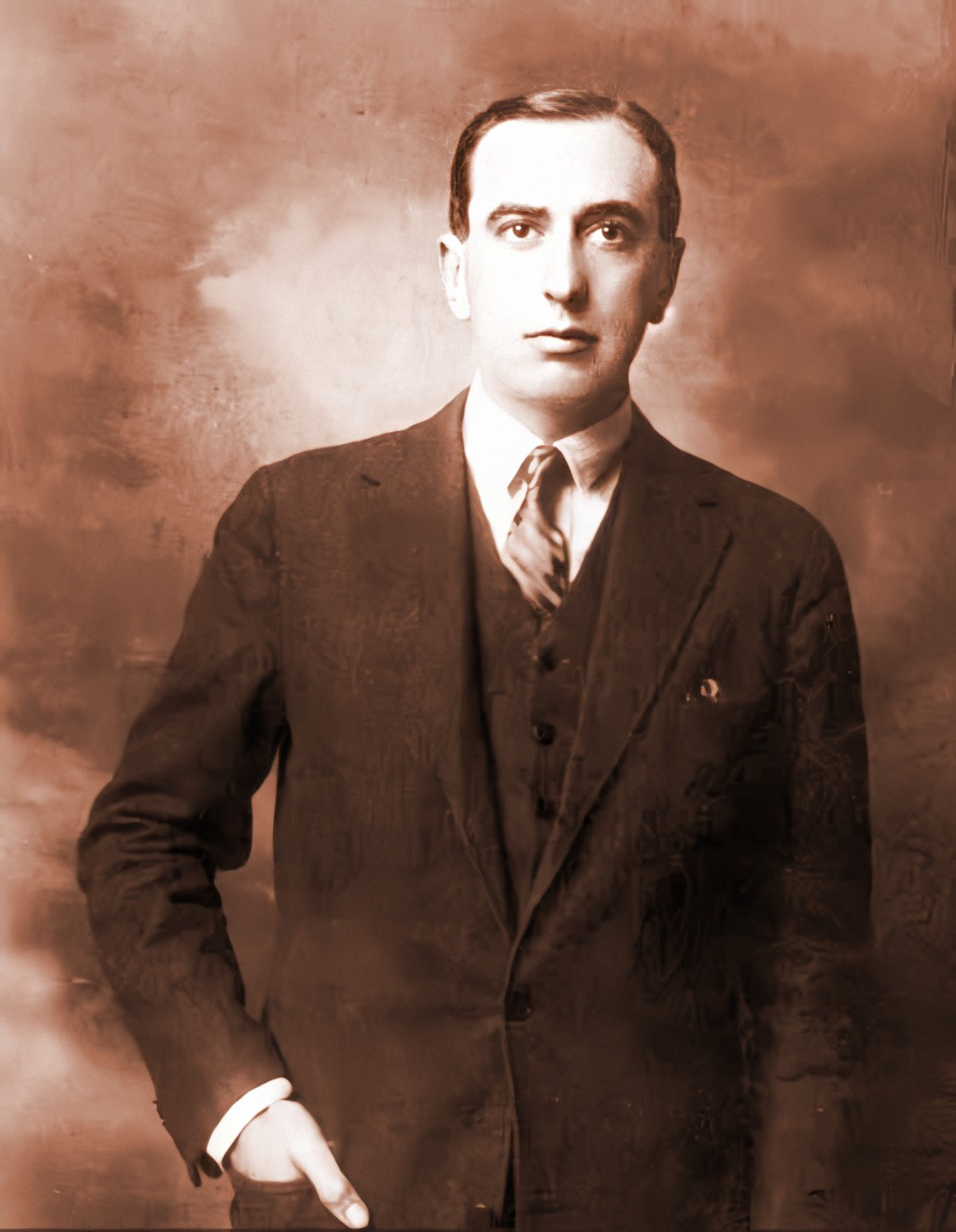
Huidobro in den 1920er Jahren

Vicente García-Huidobro Fernández, bekannt als Vicente Huidobro (* 10. Januar 1893 in Santiago de Chile; † 2. Januar 1948 in Cartagena) war ein chilenischer Lyriker, der den avantgardistischen Creacionismo begründete. Seine Gedichte waren von großem Einfluss auf die neuere spanische Lyrik.

## Leben und Werk

Triángulo armónico, Huidobros erstes Kaligramm

Vicente Huidobro war der Sohn von Vicente García-Huidobro, eines Erben des Marquisats Casa Real, und der feministischen Autorin María Luisa Fernández Bascuñán, die regelmäßig sogenannte „tertulias“ (literarische Salons) veranstaltete. 1907 besuchte er das Colegio San Ingacio, eine weiterführende Schule der Jesuiten in Santiago de Chile. 1910 begann er ein Literaturstudium am Instituto Pedagogico der Universität Chile, das er jedoch nicht abschloss.
1911 veröffentlichte Huidobro mit Ecos del alma (Echos der Seele) sein literarisches Debüt in Stil des Modernismo. Im folgenden Jahr heiratete er Manuela Portales Bello und gründete mithilfe der finanziellen Unterstützung seiner Mutter die Zeitschrift Musa Joven (Junge Muse). 1913 veröffentlichte er den Gedichtband Canciones en la noche (Lieder in der Nacht), der sein erstes Kalligramm Triángulo armónico (Harmonisches Dreieck) enthielt.
1916 reiste Huidobro zunächst nach Buenos Aires, wo er die Grundzüge seines Creacionismo in El espejo de agua (Der Spiegel des Wassers) niederlegte, und übersiedelte anschließend mit seiner Frau und seinen Kindern nach Paris. Mit der Veröffentlichung von Adán (1916) leitete er eine neue Schaffensphase ein. In Paris war er in Kontakt und befreundet mit verschiedenen Vertretern der Avantgarde wie Pablo Picasso und Joan Miró, schrieb Gedichte in spanischer und französischer Sprache und gab zusammen mit Guillaume Apollinaire und Pierre Reverdy 1917 die Zeitschrift Nord-Sud heraus.
1918 reiste er nach Madrid, wo er im Café Pompo einem Kreis an Schriftstellern rund um Ramón Gómez de la Serna seine Ideen des Creacionismo vorstellte. Diese Begegnungen gelten als Auslöser der spanisch-hispanoamerikanischen Avantgarde-Bewegung Ultraísmo. 1919 studierte er in Berlin, Fribourg und ging 1920 wieder nach Paris zurück. Hier war er Mitglied der Dada-Bewegung. Unter anderem arbeitete er bei der Zeitschrift L’esprit nouveau mit. Mit Finis Brittania (1923) übte er Kritik am britischen Kolonialismus.
1925 kehrte Huidobro nach Chile zurück und gründete die Zeitschrift Acción. 1931 ging er zurück nach Madrid und veröffentlichte sein Hauptwerk Altazor o el viaje en paracaídas (Altazor oder die Reise im Fallschirm), an dem er seit 1919 arbeitete. Ab Mitte der 1930er positionierte sich Huidobro zunehmend politisch: Sein Roman La próxima (1934) behandelt die Schrecken des totalen Krieges. 1936 tritt er der Frente Popular (Volksfront) in Chile bei und zeigt sich während des Spanischen Bürgerkriegs solidarisch mit der Republik.
1945 kehrte Huidobro endgültig zurück nach Chile, wo er weiter schrieb und noch im Jahr seines Todes die Ultimos poemas (1948) veröffentlichte.

### Creacionismo
Der Creacionismo ist eine frühe hispanoamerikanische Avantgarde-Strömung, die Vicente Huidobro 1912 in seinen Grundzügen entwarf, 1918 nach Spanien brachte und deren Wirkungszeit bis etwa 1932 reichte. Wie der vom Creacionismo inspirierte und nicht klar abzugrenzende Ultraísmo handelt es sich um eine Weiterentwicklung und Abgrenzung gegenüber des Modernismus. Folgende Prinzipien liegen der creacionistischen Poesie zugrunde:
- Unabhängigkeit der Dichtung von Wirklichkeit (z. B. keine Anekdoten oder Beschreibungen)
- Gleichsetzung von Poesie und absoluter Schöpfung (z. B. Sprachspiele, Wortschöpfungen und Wortkombinationen)
- Freiheit und Form der Sprache (z. B. neuartiger Einsatz von Typografie, Betonung der Bildhaftigkeit von Schrift)

### Verhältnis zu Pablo Neruda
Die Altersgenossen und Landsleute Pablo Neruda und Vicente Huidobro zählen zu den bedeutendsten Dichtern Chiles ihrer Generation. Die Beziehung zwischen Neruda und Huidobro war gespannt und von gegenseitigen Angriffen und Polemik geprägt. In dem gewagten Gedicht „Aqui estoy“ tritt Neruda den Anfeindungen Huidobros entgegen. In seinen Memoiren bezeichnete Neruda Huidobro als verstockten Egozentriker, der sich nie damit begnügt habe, ein begabter Dichter zu sein, sondern überall der „Superman“ sein wollte.

## Werke (Auswahl)
Einzelausgaben
- Ecos del alma, Santiago de Chile, Imprenta Chile, 1911.
- Canciones en la noche, Santiago de Chile, Imprenta Chile, 1913.
- Las pagodas occultas, Santiago de Chile, Imprenta Universitaria, 1915.
- El espejo de agua, Buenos Aires, Orión, 1916.
- Adán, Santiago de Chile, Imprenta Universitaria, 1916.
- Horizon carré, Paris, Paul Birault, 1917.
- Tour Eiffel. Madrid, 1918.
- Ecuatorial, Madrid, Imprenta Pueyo, 1918.
- Poemas árticos, Madrid, Imprenta Pueyo, 1918.
- Finis Brittania, Paris, Librairie Jean Budry & Cie, 1923.
- Altazor o el viaje en paracaídas, Madrid, Compañía Iberoamericana de Publicaciones, 1931.
- La próxima, Santiago de Chile, Walton, 1934.
- Ver y palpar, Santiago de Chile, Ercilla, 1941.
- Ultimos poemas, Santiago de Chile, Talleres Gráficos Ahués Hnos, 1948.

### Deutsche Übersetzung
- Hans Magnus Enzensberger (Hrsg.): Vicente Huidobro – Poesie. Texte in zwei Sprachen. Suhrkamp, Frankfurt/M. 1966.

Werkausgabe
- Obras completas (2 Bände), Santiago de Chile, Editorial Zig-Zag, 1964.